# Biwakowa (Skały Morskie)
Biwakowa – skała na północnych stokach wzgórza Łężec na Wyżynie Częstochowskiej. Znajduje się w miejscowości Morsko w województwie śląskim, w powiecie zawierciańskim w gminie Włodowice. Wraz ze skałami Gipsu znajduje się w pasie skał ciągnących się wschodnią częścią tego wzgórza. Biwakowa jest w tej grupie najdalej na wschód wysuniętą skałą. Wraz z innymi skałami wzgórza Łężec zaliczana jest do grupy Skał Morskich.
Skały na Łężcu stosunkowo niedawno stały się obiektem wspinaczki skalnej i rejon ten daleki jest jeszcze do wyeksploatowania przez wspinaczy. Ciągle tworzone są na nich nowe drogi wspinaczkowe. Zbudowana ze skalistego wapienia Biwakowa znajduje się w lesie. Ma wysokość 15 m, ściany połogie, pionowe lub przewieszone z rysami, filarami i okapem. Uprawiana jest na niej wspinaczka skalna. Jest 5 dróg wspinaczkowych i 2 projekty o trudności od V+ do VI.3+ w skali polskiej. Pięć dróg ma zamontowane stałe punkty asekuracyjne: ringi (r) i stanowiska zjazdowe (st).

## Drogi wspinaczkowe

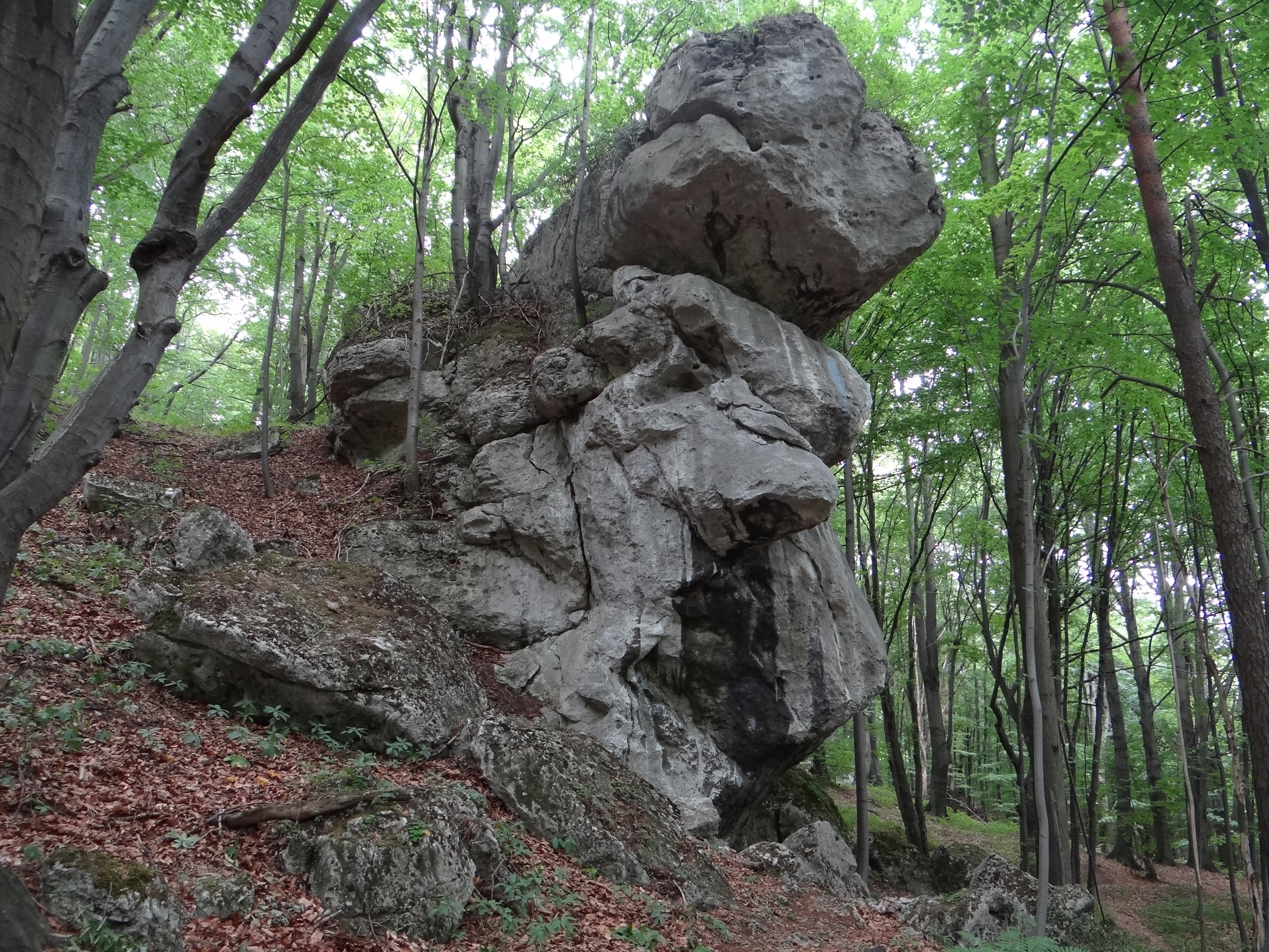
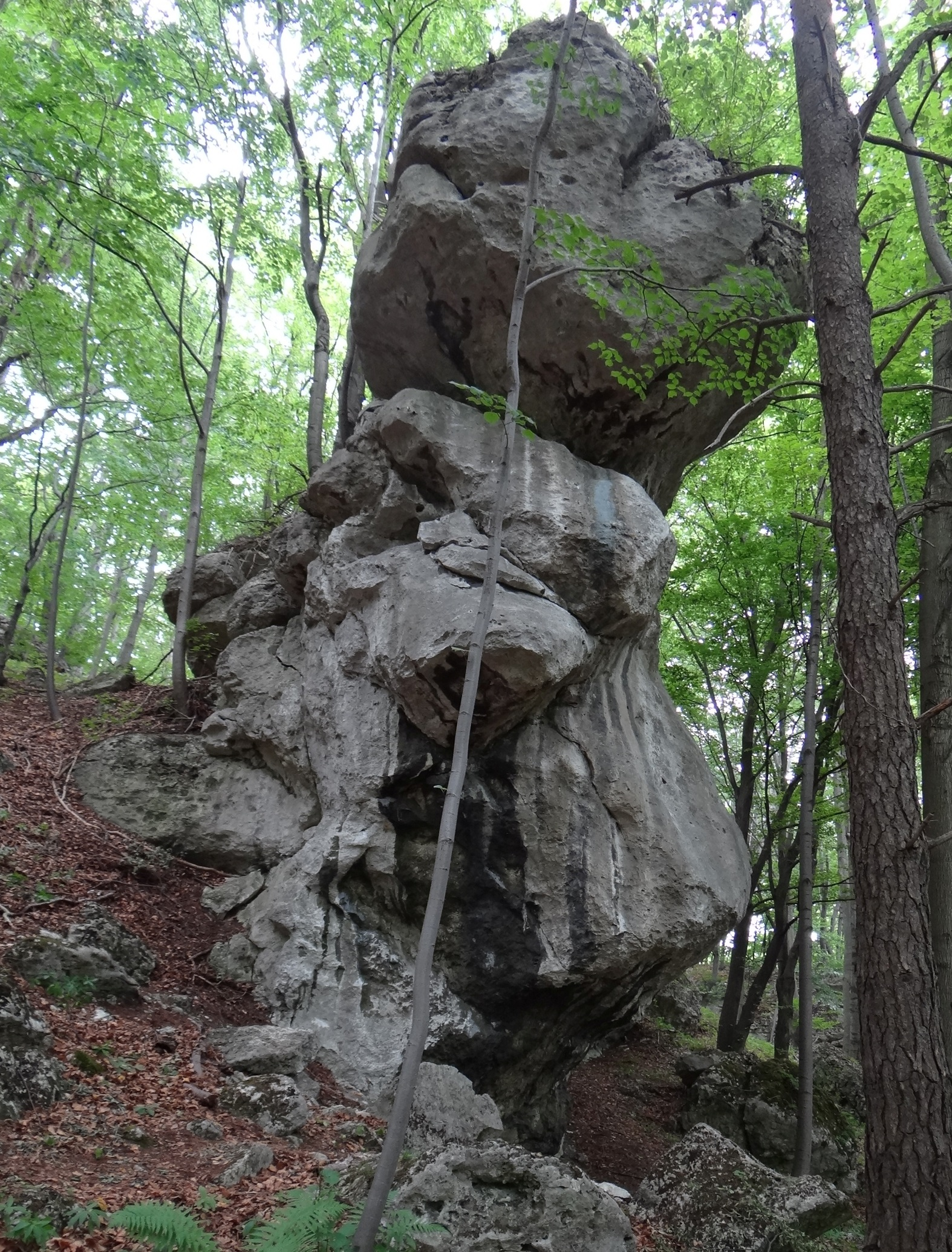
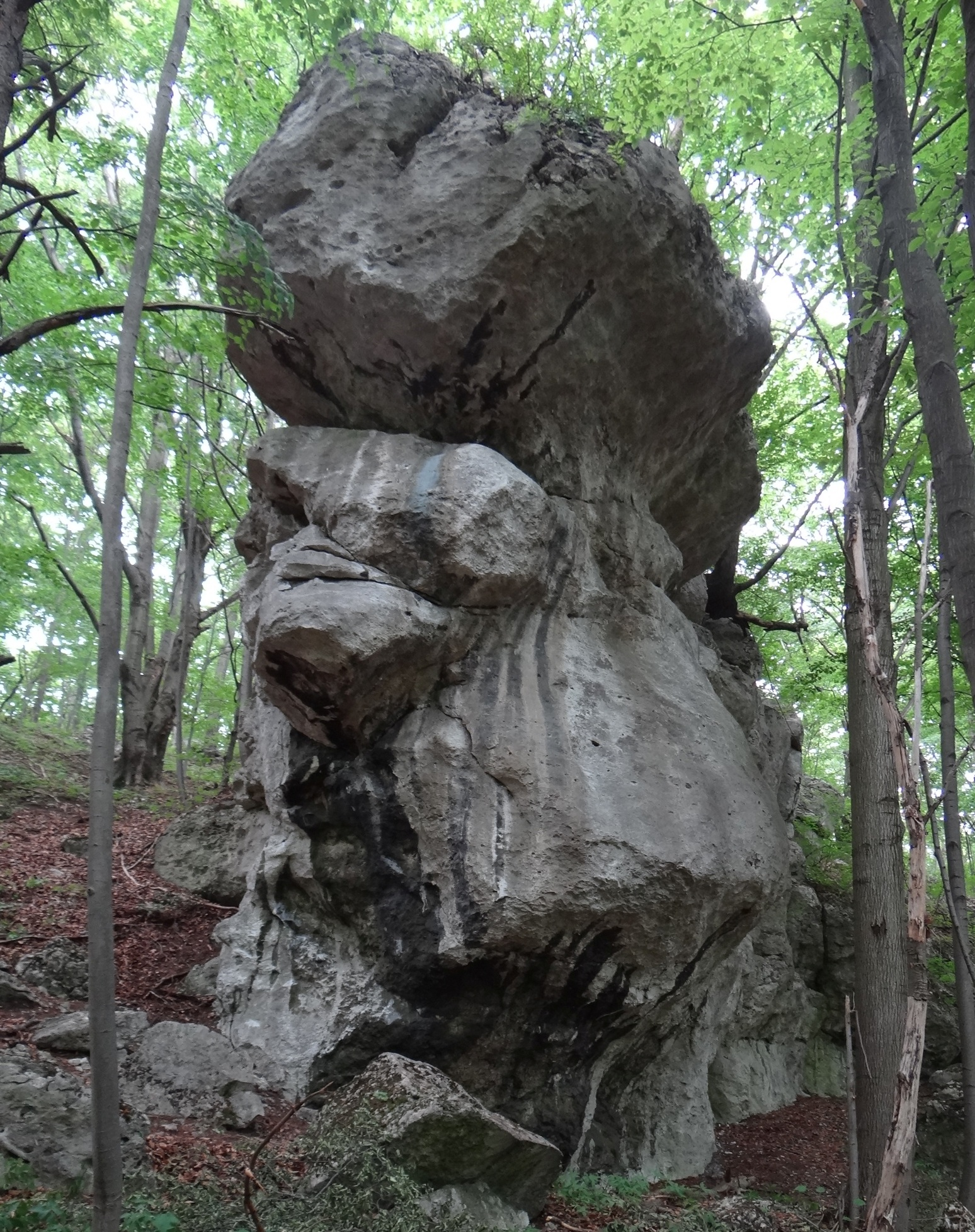
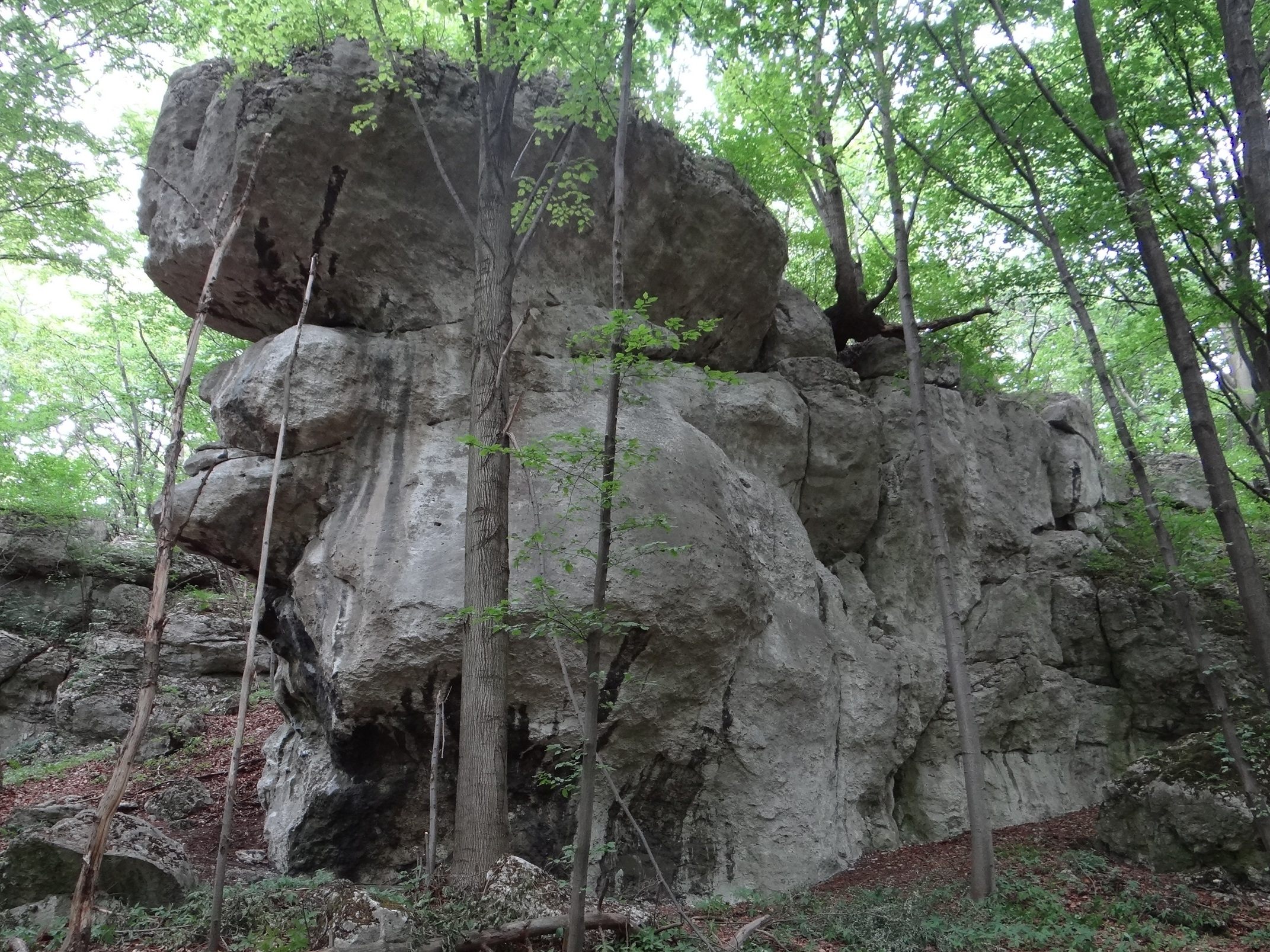
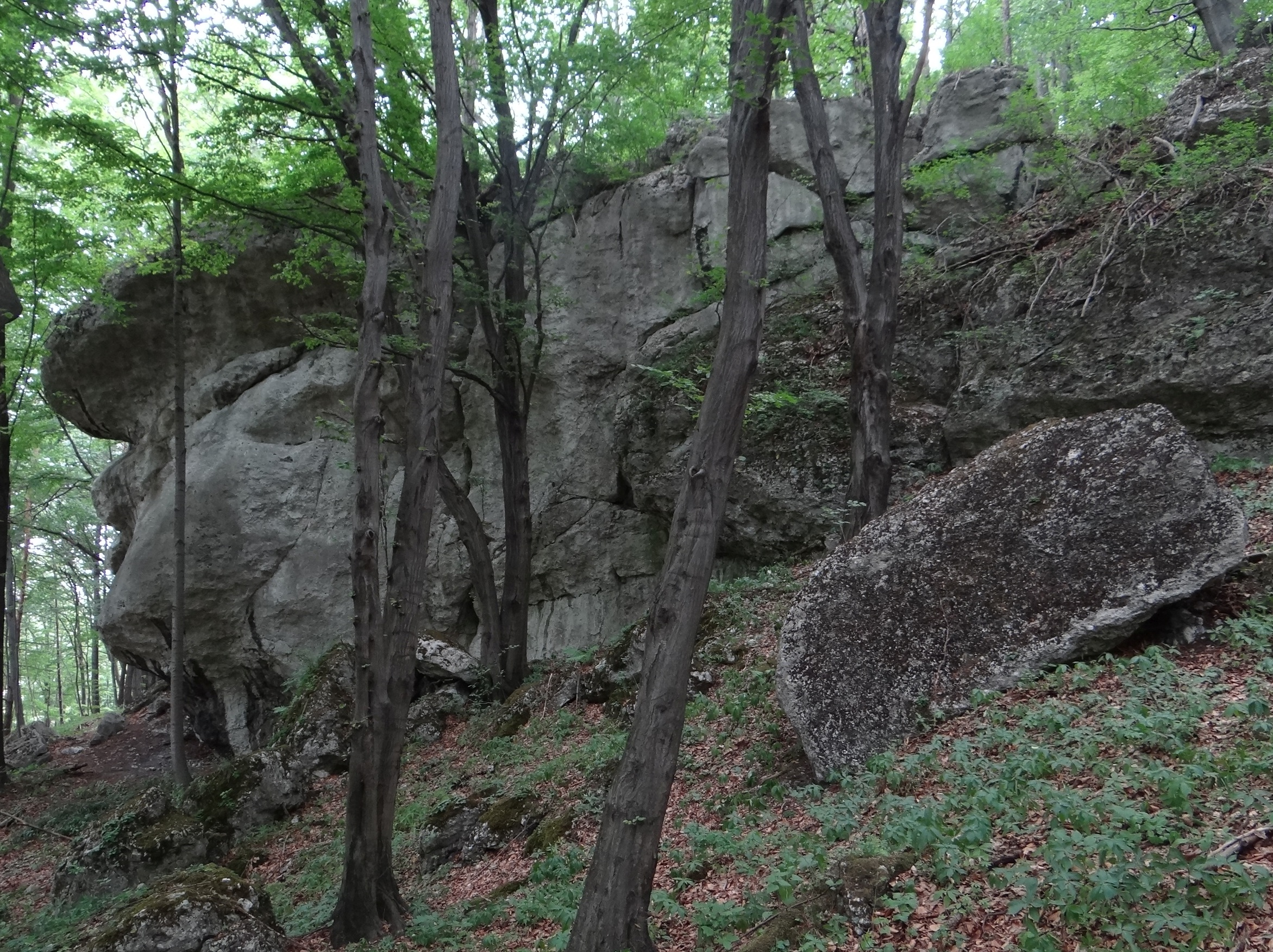
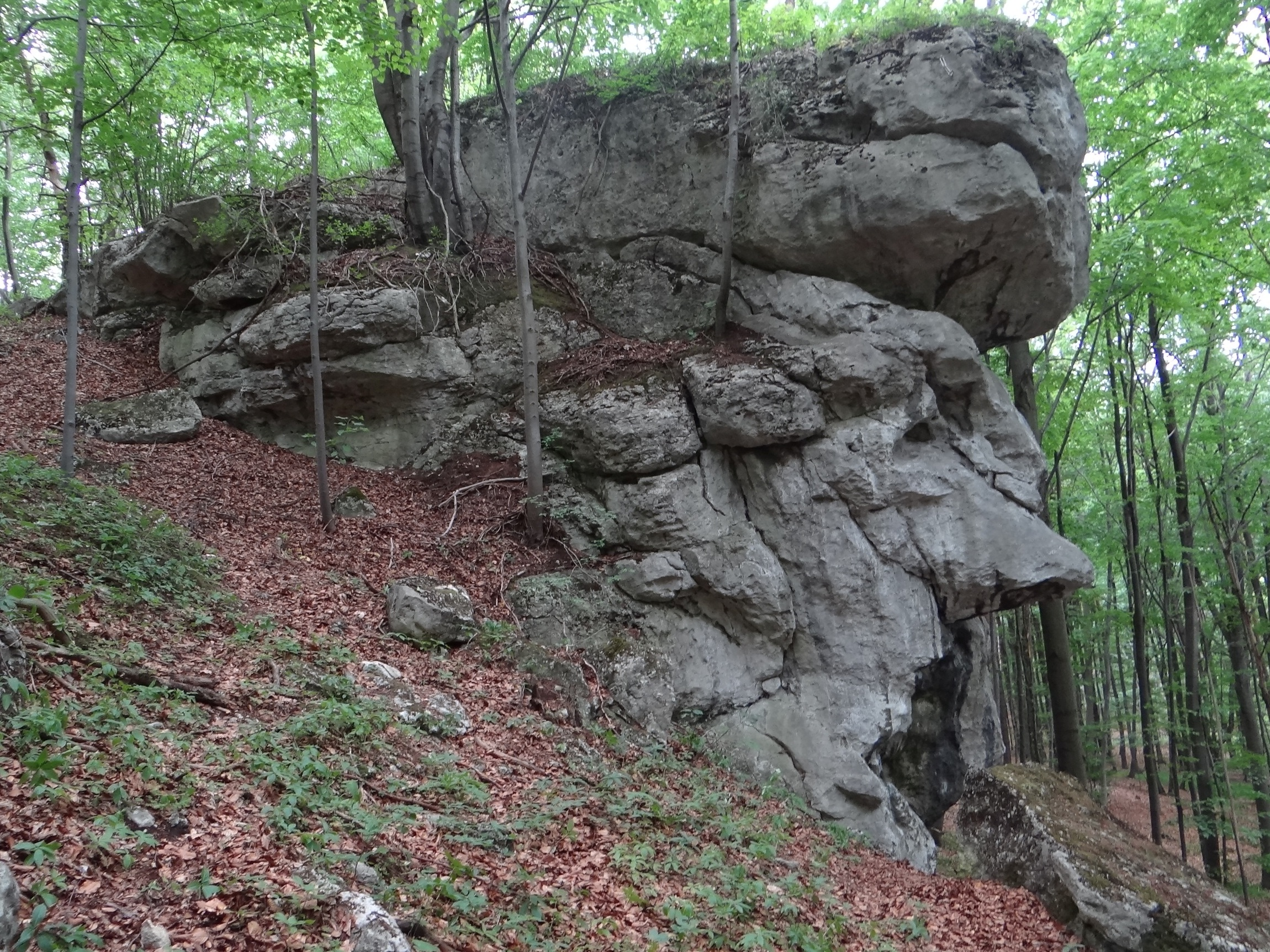

1. Robin Hood VI.2+ (4r+st),
2. Mortadela VI.3 (5r+st),
3. Projekt (5r+st),
4. Kaszanka VI.3+ (3r+st),
5. Lewa rysa VI+/1,
6. Projekt (5r+st),
7. Prawa rysa VI,
8. Rampa 5+[3].